# Biegenmühle (Kronach)
Biegenmühle ist ein Gemeindeteil der Kreisstadt Kronach im Landkreis Kronach (Oberfranken, Bayern).

## Geographie
Die Einöde liegt an der Kronach. 100 Meter südlich befindet sich bereits ein Neubaugebiet der Stadt Kronach.

## Geschichte
Gegen Ende des 18. Jahrhunderts wurde die Biegenmühle als Mahl-, Schneid- und Walkmühle betrieben. Sie gehörte zur Stadt Kronach, die auch Grundherr des Anwesens war. Das Hochgericht übte das bambergische Centamt Kronach aus.
Mit dem Ersten Gemeindeedikt wurde Biegenmühle dem 1808 gebildeten Steuerdistrikt und der im gleichen Jahr gebildeten Munizipalgemeinde Kronach zugewiesen.

### Einwohnerentwicklung
| Jahr      | 001818 | 001861 | 001871 | 001885 | 001900 | 001925 | 001950 | 001961 | 001970 | 001987 |
| Einwohner |        | 8      | *      | *      | 5      | 3      | 3      | 5      | 6      | 3      |
| Häuser    | 1      |        |        | *      | 1      | 1      | 1      | 1      |        | 1      |
| Quelle    | [ 5 ]  | [ 7 ]  | [ 8 ]  | [ 9 ]  | [ 10 ] | [ 11 ] | [ 12 ] | [ 13 ] | [ 14 ] | [ 1 ]  |

## Religion
Der Ort ist römisch-katholisch geprägt und nach St. Johannes der Täufer (Kronach) gepfarrt.